# Renault Type MT
La Type MT è un'autovettura di fascia medio-bassa prodotta tra il 1923 ed il 1924 dalla casa automobilistica francese Renault.

## Profilo
La MT fu il primo esempio di carrozzeria skiff applicata su una vettura di fascia bassa, una mossa commerciale decisamente atipica all'epoca, quando le carrozzerie particolari andavano a rivestire vetture di fascia alta o addirittura di lusso, su commissione dei loro facoltosi proprietari. In questo modo la MT andò controcorrente grazie al design firmato da Jean Labourdette, che propose una carrozzeria del tutto personale rispetto al resto della produzione automobilistica. Le sue forme ricordano quelle di una piccola imbarcazione, specialmente la coda. In Gran Bretagna queste forme erano indicate con il termine di "boat-tail", coda di barca.
La MT, nata per sostituire la Type KJ, fu costruita prevalentemente come torpedo e stupì tutti per come una carrozzeria molto particolare riuscisse a sposarsi anche ad un telaio di dimensioni decisamente contenute senza perdere molto in dinamismo.
Un altro importante dettaglio di stampo prettamente nautico stava nel fatto che la carrozzeria era costruita quasi interamente in legno: legno di mogano, per la precisione. Altra caratteristica era il parabrezza a V, piegato in due, una soluzione aerodinamica estremamente rara su una vettura di fascia bassa o medio-bassa. Inoltre, nella parte posteriore fu ricavato anche un terzo sedile, per cui la MT era di fatto una tre-posti. A proposito degli interni, essi erano in pelle, una soluzione decisamente di rottura con la tradizione che voleva certe comodità e certi vezzi solo su vetture di tutt'altro livello. Altra caratteristica peculiare era la presenza di due gomme di scorta, una per fiancata.
La MT era equipaggiata da un motore a 4 cilindri da 950 cm³ di cilindrata, in grado di erogare circa 15 CV di potenza massima. La trazione era posteriore, con cambio a 3 velocità.
La MT fu prodotta fino alla fine del 1924, quando fu presentata la NN, che ne avrebbe preso il posto. Oggigiorno si ritiene sia sopravvissuto solo un esemplare di Type MT.